# Icosaedro de Jessen
El icosaedro de Jessen, a veces llamado icosaedro ortogonal de Jessen, es un poliedro no convexo con el mismo número de vértices, aristas y caras que el icosaedro regular. Lleva el nombre de Børge Jessen, quien lo estudió en 1967. En 1971, Adrien Douady descubrió y estudió de forma independiente una familia de poliedros no convexos que incluían esta forma con el nombre de pomelo de seis picos (six-beaked shaddock en inglés). Autores posteriores han aplicado variantes de este nombre más específicamente al icosaedro de Jessen.
Las caras del icosaedro de Jessen se encuentran solo en ángulo recto, aunque en ninguna orientación del sólido son paralelas a los tres planos de coordenadas. Es un poliedro inestable, lo que significa que (como un poliedro flexible) no es infinitesimalmente rígido. Materializar las aristas de este poliedro con barras y cables produce una estructura con tensegridad ampliamente utilizada, también denominada tensegridad de seis barras, icosaedro de tensegridad u octaedro expandido.

## Propiedades constructivas y geométricas
Los vértices del icosaedro de Jessen pueden elegirse para que tengan como coordenadas los doce tripletes dados por la permutación cíclica de las coordenadas {\displaystyle (\pm 2,\pm 1,0)}. Con esta representación de coordenadas, las aristas cortas del icosaedro (las que son parte de ángulos convexos) miden {\displaystyle {\sqrt {6}}} unidades, y las aristas largas (cóncavas) miden {\displaystyle 4} unidades. Las caras del icosaedro son ocho triángulos equiláteros congruentes con la longitud del lado corto y doce triángulos isósceles obtusos congruentes con un borde largo y dos bordes cortos.
El icosaedro de Jessen es vértices-transitivo (o isogonal), lo que significa que posee simetrías que llevan cualquier vértice a cualquier otro vértice. Sus ángulos diedros son todos ángulos rectos. Se puede utilizar como base para la construcción de una familia infinita de poliedros combinatoriamente distintos con ángulos diédricos rectos, formados pegando copias del icosaedro de Jessen en sus caras de triángulos equiláteros.
Al igual que con el poliedro de Schönhardt más simple, el interior del icosaedro de Jessen no puede diseccionarse mediante tetraedros sin agregar algún nuevo vértice. Sin embargo, debido a que sus ángulos diédricos son múltiplos racionales de {\displaystyle \pi }, su invariante de Dehn es igual a cero. Por lo tanto, es escindible congruente con respecto a un cubo, lo que significa que se puede cortar en trozos poliédricos más pequeños que se pueden reorganizar para formar un cubo sólido.
Tiene forma de estrella, lo que significa que hay un punto en su interior (por ejemplo, su centro de simetría) desde el cual todos los demás puntos son visibles. Proporciona un contraejemplo a una cuestión planteada por Michel Demazure, en la que se pregunta si los poliedros en forma de estrella con caras triangulares pueden volverse convexos deslizando sus vértices radialmente desde este punto central. Demazure había conectado esta pregunta con un punto en geometría algebraica demostrando que, para poliedros en forma de estrella con caras triangulares, una cierta variedad algebraica asociada con el poliedro sería una variedad proyectiva si el poliedro pudiera hacerse convexo de esta manera. Sin embargo, Adrien Douady demostró que, para una familia de formas que incluye el icosaedro de Jessen, este movimiento deslizante no puede dar como resultado un poliedro convexo. Demazure utilizó este resultado para construir una variedad tridimensional completa racional suave no proyectiva.

## Rigidez estructural

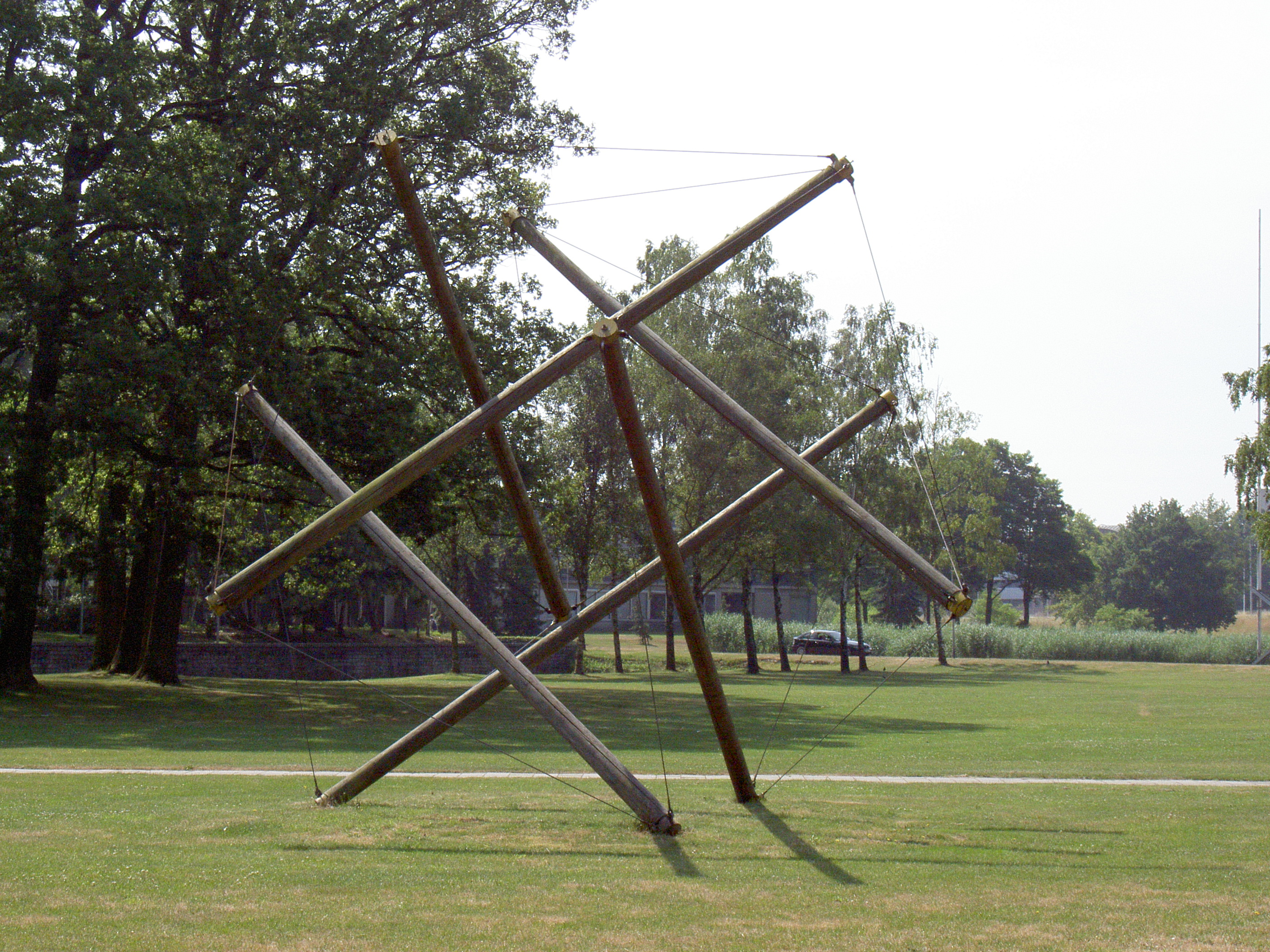
Het Ding, una escultura de tensegridad cuyos puntales y cables forman el contorno del icosaedro de Jessen, en la Universidad de Twente

El icosaedro de Jessen no es un poliedro flexible, dado que si está construido con paneles rígidos en sus caras, conectados por bisagras, no puede cambiar de forma. Sin embargo, tampoco es infinitesimalmente rígido. Esto significa que existe un movimiento continuo de sus vértices que, si bien en realidad no conserva las longitudes de las aristas y las formas de las caras del poliedro, lo hace hasta una aproximación de primer orden. Como poliedro rígido pero no infinitamente rígido, constituye un ejemplo de poliedro inestable. Debido a que cambios muy pequeños en la longitud de sus aristas pueden causar cambios mucho mayores en sus ángulos, los modelos físicos del poliedro parecen ser flexibles.
Reemplazar las aristas diédricas cóncavas largas del icosaedro de Jessen por barras rígidas, y las aristas diédricas convexas cortas por cables o alambres, produce el icosaedro tensígrado, la estructura que también ha sido denominada tensegridad de seis barras y octaedro expandido. Además de en las esculturas de tensegridad, esta estructura es la forma más ubicua de robots de tensegridad, y el juguete infantil  skwish basado en esta estructura fue ubicuo en la década de 1980. El concepto de superbola robot basado en este diseño ha sido propuesto por la NASA como una forma de encerrar dispositivos de exploración espacial para aterrizajes seguros en otros planetas. Anthony Pugh llama a esta estructura "quizás la figura de tensegridad más conocida y, sin duda, una de las más impresionantes".
El icosaedro de Jessen es débilmente convexo, lo que significa que sus vértices están en posición convexa, y su existencia demuestra que los poliedros débilmente convexos no necesitan ser infinitamente rígidos. Sin embargo, se ha conjeturado que los poliedros débilmente convexos que se pueden triangular deben ser infinitamente rígidos, y esta conjetura se ha probado bajo el supuesto adicional de que la parte exterior de la envolvente convexa del poliedro también se puede triangular.

## Formas relacionadas

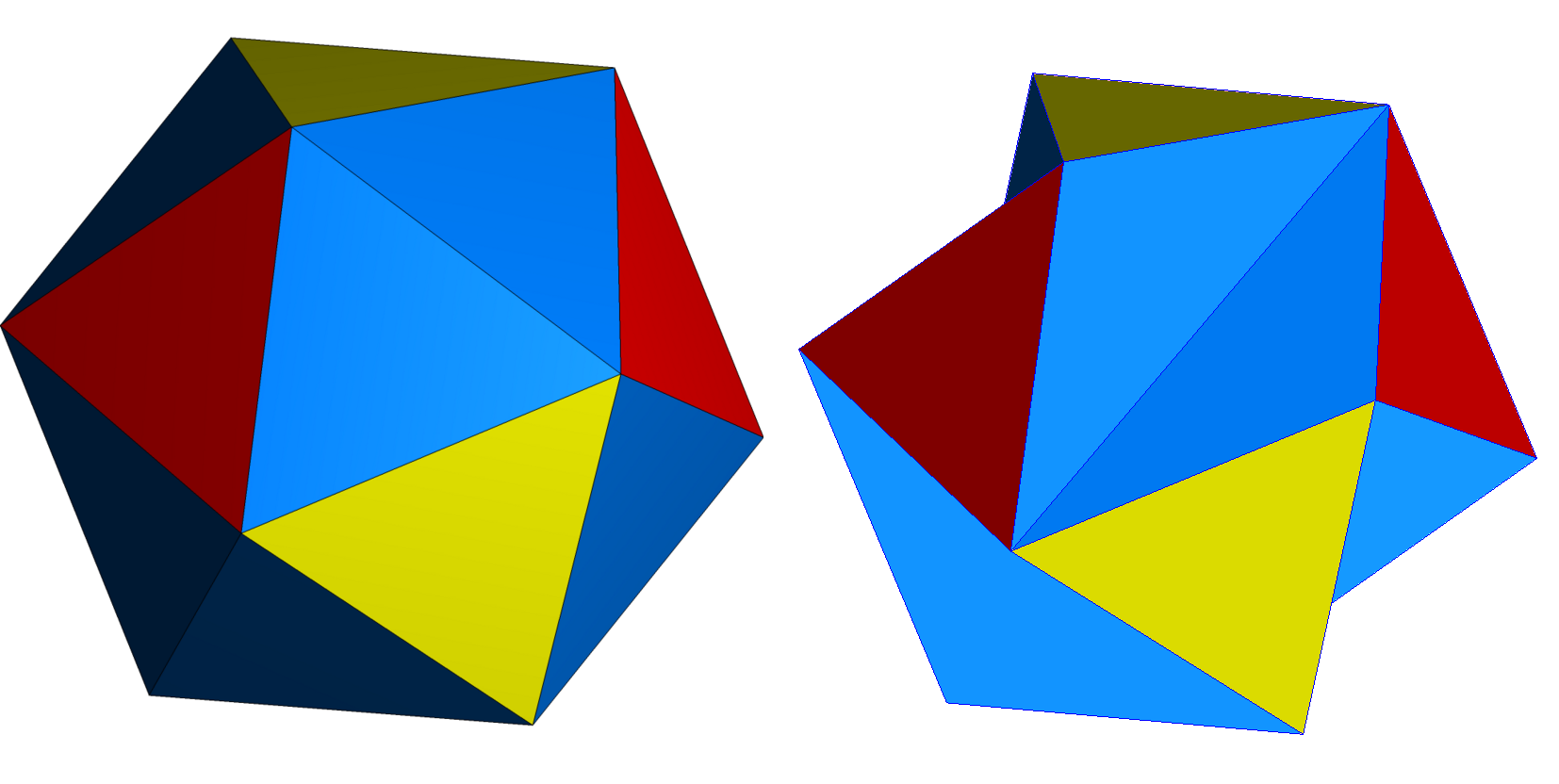
Icosaedro regular y su variante no convexa, que se diferencia del icosaedro de Jessen por tener diferentes posiciones de vértices y diedros que no forman ángulos rectos

Se puede generar una forma parecida manteniendo los vértices de un icosaedro regular en sus posiciones originales y reemplazando ciertos pares de triángulos equiláteros por pares de triángulos isósceles. Esta forma a veces también se ha llamado incorrectamente icosaedro de Jessen. Sin embargo, aunque el poliedro resultante tiene la misma estructura combinatoria y simetría que el icosaedro de Jessen, y parece semejante, no forma una estructura de tensegridad, y no posee diedros en ángulo recto.
El icosaedro de Jessen pertenece a una familia continua de icosaedros con 20 caras, 8 de las cuales son triángulos equiláteros y 12 son triángulos isósceles. Cada forma de esta familia se obtiene a partir de un octaedro dividiendo cada una de sus aristas en la misma proporción y conectando los puntos de división en el patrón de un icosaedro regular. Estas formas se pueden parametrizar por la proporción en la que se dividen las aristas del octaedro. Las formas convexas de esta familia van desde el propio octaedro pasando por el icosaedro regular hasta el cuboctaedro, con sus caras cuadradas subdivididas en dos triángulos rectángulos en un plano. Ampliar el rango del parámetro más allá de la proporción que da el cuboctaedro produce formas no convexas, incluido el icosaedro de Jessen. Esta familia fue descrita por Harold Scott MacDonald Coxeter en 1947. Posteriormente, las transformaciones expansivas-contractivas de torsión entre miembros de esta familia, parametrizadas de manera diferente para mantener un valor constante para una de las dos longitudes de arista, fueron denominadas transformación espasmódica por Richard Buckminster Fuller.
En 2018, V. A. Gor'kavyi y A. D. Milka (Мілка Анатолій Дмитрович) generalizaron el icosaedro de Jessen a una familia infinita de poliedros rígidos pero no infinitamente rígidos. Estos poliedros son combinatoriamente distintos y tienen grupos de simetría diédrica quiral de orden arbitrariamente grande. Sin embargo, a diferencia del icosaedro de Jessen, no todas sus caras son triángulos.